# Красинский, Викентий Корвин
Винцент Корвин Красинский (Викентий Иванович Красинский; пол. Wincenty Krasiński; 5 апреля 1782 — 3 декабря 1858) — граф, польский, французский и русский генерал, участник Наполеоновских войн.

## Биография
Родился 5 апреля 1782 года в деревне Боремель Луцкого повета Волынского воеводства. Происходил из мазовецкого рода Красинских, известного с XIII века. Его родителями были плоцкий староста Ян Красинский (1756—1790) и Антонина (урождённая Чацкая) (1756—1834); брат Исидор был бригадным генералом французской службы.
Воспитывался во Львове и Варшаве. В 1791 году был зачислен в кавалерию Польского королевства. В 1793 году произведён в хорунжие и в том же году в поручики.

## На французской службе
С открытием в 1806 году кампании против русских войск на собственные средства снарядил кавалерийский эскадрон, во главе которого участвовал в сражении при Пултуске; за отличие произведён 15 декабря в полковники.
С 15 января 1807 года состоял при штабе Наполеона и участвовал в сражении при Прейсиш-Эйлау, в котором был контужен в правую ногу; за отличие получил свою первую боевую награду — крест ордена Почётного легиона.
6 марта 1807 года назначен командиром 3-го конно-егерского полка, но уже 25 марта получил должность командира польского уланского полка французской гвардии. Своё боевое поприще он продолжил в сражении под Гейльсбергом.
Во главе польско-французского гвардейского уланского полка принимал участие в испанской войне 1808 года, где этот полк прославился знаменитой атакой под Сомосьеррой, а сам Красинский на улицах Мадрида был ранен штыком в колено. Также Красинский участвовал в сражениях при Менорке, Бургосе и Бенавенте, взятии Логроньо, Вальядолида и Леона.
В кампании 1809 года против австрийцев Красинский участвовал в сражениях под Эслингом и Ваграмом, где был ранен пикой в шею и саблей в правую руку и затылок, в Ваграмском бою командовал авангардом корпуса Макдональда и взял в плен князя Ауэрсперга с 4-тысячным отрядом и 45 орудиями.
В 1810 году награждён польским орденом «Virtuti militari»; 13 июня 1811 года пожалован графом Французской империи, 30 июня того же года был удостоен ордена Почётного легиона и 16 декабря произведён в бригадные генералы.
Человек необычайной храбрости (из 10 полученных им ран 9 нанесены холодным оружием в рукопашном бою), он обратил на себя внимание Наполеона, который осыпал его почестями и наградами, сделав его камергером, а жену его статс-дамой.
Продолжая командовать лёгко-конным полком, Красинский прошёл с ним всю кампанию 1812 года в России и участвовал во всех главнейших сражениях, при чём особенно отличился, состоя при Наполеоне, под Смоленском, Бородином, Красным и в боях на Березине.
В 1813 году Красинский снова совершил ряд боевых подвигов, сражаясь в этом году при Бауцене, Дрездене, Гохкирхене, Лейпциге, Фрайбурге, где ранен пикой в левый бок и саблей в левую руку. За отличия в этих сражениях он был 18 ноября 1813 года произведён в дивизионные генералы; 14 мая 1813 года получил польский орден св. Станислава.
В кампании следующего года Красинский был в делах против коалиционных войск под Бриенном, Сен-Дизье и Арси-сюр-Об, причём снова получил две раны пикой в левую руку и левый бок.

## На службе Российской империи

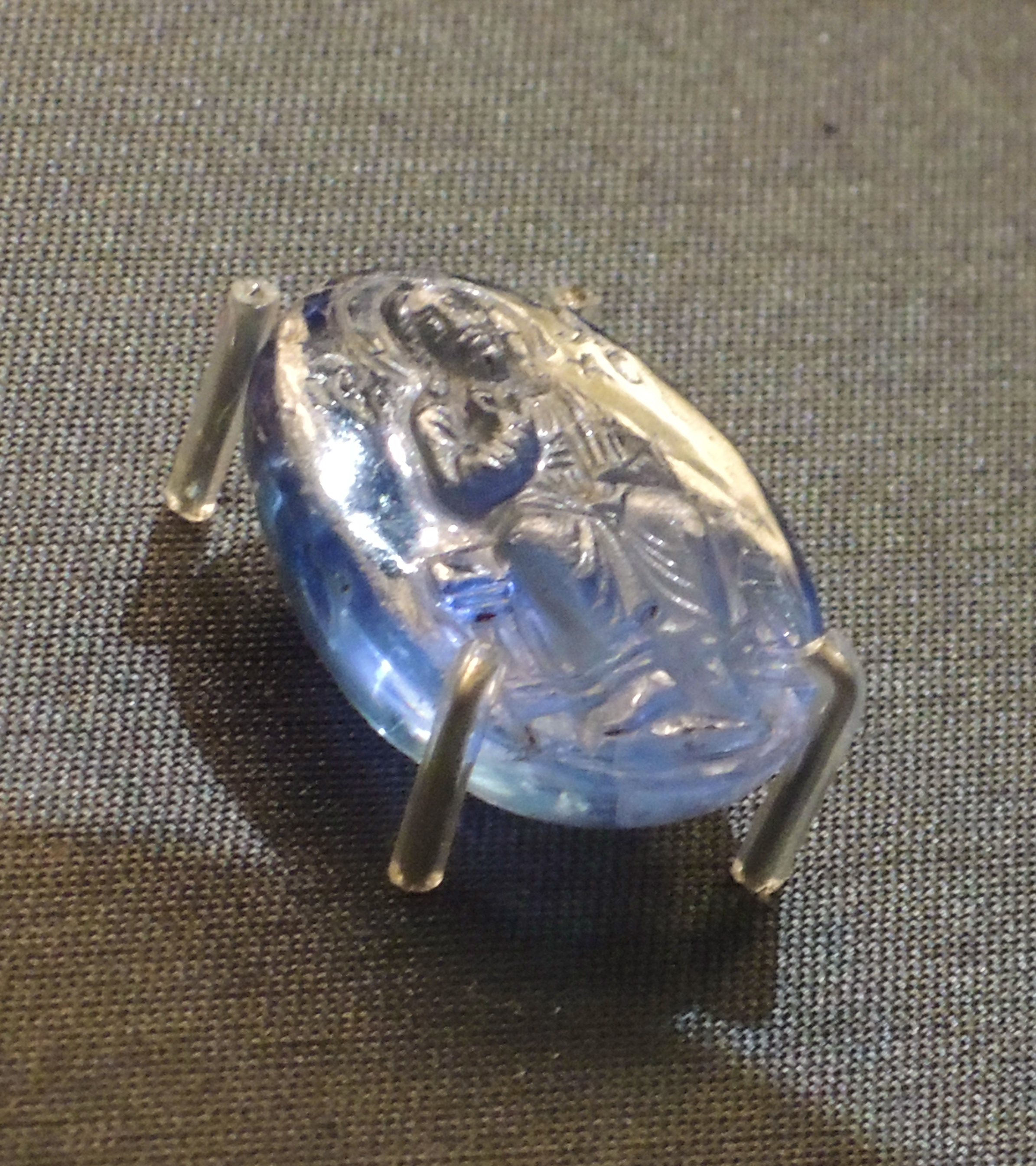
Сапфир «из московитской короны»

После Парижского мира Красинский привёл остатки польского корпуса на родину. Славное боевое прошлое сохранило ему почётное положение в рядах польской армии, и 8 января 1815 года Красинский был назначен командиром польской гвардии, а 18 марта 1818 года — генерал-адъютантом императора Александра I и 25 марта — маршалом Сейма, депутатом которого несколько ранее был избран от Прасныша. 22 августа 1826 года произведён в генералы от кавалерии русской императорской армии.
Он принадлежал к правительственной партии и был ненавидим поляками. В 1830 году, когда в ночь на 19 ноября в Варшаве вспыхнуло восстание, Красинский, в то время сенатор-воевода Царства Польского (с 26 мая 1821 года) и командир резервного корпуса (с 28 октября 1823 года), находился в числе немногих лиц, оставшихся верными своему долгу, и последовал за цесаревичем в Вержбу.
Будучи отпущен великим князем, он вернулся в Варшаву, где едва не был убит чернью и спасся лишь благодаря заступничеству диктатора Хлопицкого. Вскоре после восстания Красинский приехал в Санкт-Петербург. Император Николай I, узнав, что он не знает, какую носить ему форму, прислал ему свой собственный польский генеральский мундир, а 14 февраля 1832 года назначил его членом Государственного совета. Во время пребывания в Санкт-Петербурге Красинский по делам государственной службы присутствовал только на заседаниях Департамента Государственного совета по делам Царства Польского, 25 апреля 1841 года был уволен в заграничный отпуск «для излечения болезни».
Красинский был владельцем огромной коллекции старинного холодного оружия, значительная часть которой ныне находится в Военном музее в Варшаве. Он также был не чужд литературной деятельности, оставил после себя интересные записки, рукопись которых хранится в библиотеке Красинских в Варшаве; кроме того он опубликовал несколько сочинений на французском и польском языках.
В середине XIX века преподнес Николаю I резной сапфир EX CORONA MOSCOVIAE — по преданию, находившийся в какой-либо из московских царских шапок, расхищенных поляками во время Смутного времени (либо в польской Московитской короне). Его сохранил казначей Красинский, его предок. Этот камень в настоящее время хранится в Оружейной палате.
Красинский умер 3 декабря 1858 года в Варшаве в звании члена Государственного совета и совета управления Царства Польского.

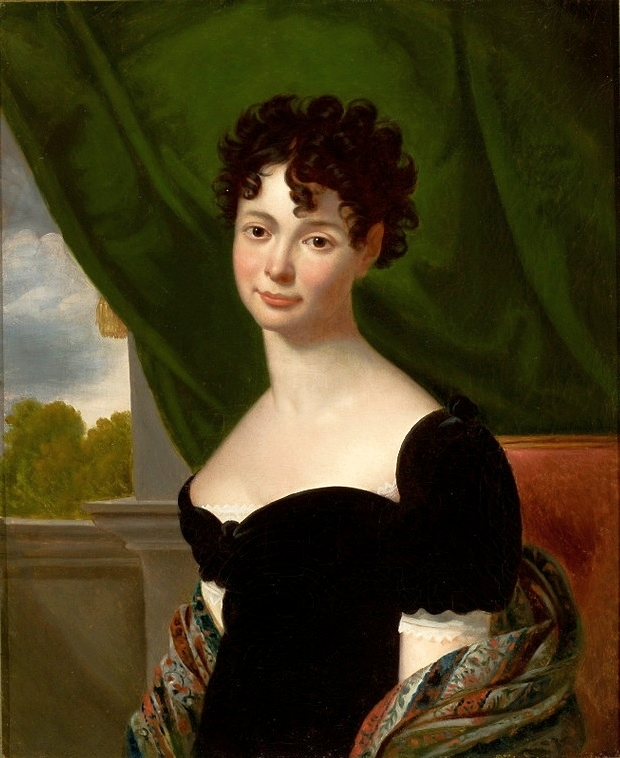
Мария Урcула Красинская

## Семья
Жена (с 30.08.1803; Варшава) — княжна Мария Урсула Радзивилл (30.09.1779—23.02.1822), наследница огромного состояния, дочь старосты кнышинского и внучка старосты речицкого Альбрехта Радзивилла. За заслуги мужа
была пожалована императором Наполеоном в статс-дамы. По словам И. Карно, «отличалась высокими качествами сердца и выдающимся образование». Скончалась в Варшаве от тяжёлой формы туберкулеза, похоронена в Опиногуре, в семейном склепе Красинских.
Две её дочери — Лаура Антония (1804) и Елена (1806) умерли в младенчестве, а сын Зигмунт (1812—1859) стал известным польским поэтом.

## Титулы
- Граф Красинский и Империи (фр. comte Krasiński et de l'Empire; декрет от 20 мая 1811 года, патент подтверждён 3 июня 1811 года)[6].

## Награды
- Орден Белого орла (Царство Польское, 12 мая 1829)[7]
- Орден Святого Станислава 1-й степени (Царство Польское, 1815)[8][7][9]
- Орден Святого Станислава (Варшавское герцогство, 1813)[10][11]
- Орден «Virtuti Militari», рыцарский крест (Варшавское герцогство, 1810)[8][7][11]
- Орден Святого апостола Андрея Первозванного (Российская империя, 24 августа 1840)[12]
- Алмазные знаки к ордену Святого апостола Андрея Первозванного (Российская империя, 17 ноября 1855)
- Орден Святого Владимира 1-й степени (Российская империя, 18 января 1832)[13]
- Орден Святого Владимира 2-й степени (Российская империя, 11 октября 1820)[13][8]
- Орден Святого Александра Невского (Российская империя, 9 июня 1825)[8]
- Алмазные знаки к ордену Святого Александра Невского (Российская империя, 6 октября 1831)
- Орден Святой Анны 1-й степени с алмазными знаками (Российская империя, 16 ноября 1815)[14][8][7]
- Знак отличия «XXX лет беспорочной службы» (Российская империя, 1830)[15]
- Орден Почётного легиона (Французская империя):
  - командор (30 июня 1811)[8][7][11]
  - офицер (1809)[8][7][11]
  - кавалер (1807)[8][7][11]
- Орден Воссоединения (Французская империя, 1814)[11]
- Орден Красного орла 2-й степени (Королевство Пруссия)[7]
- Орден Святых Маврикия и Лазаря, командор (Сардинское королевство)[13]
- Кавалерский крест Чести и Преданности (Мальтийский орден, 1809)[8][7]

## Избранные сочинения Красинского
- Essai sur le maniemant de la lance. P., 1811
- Aperçu sur les Juifs de Pologne. P., 1818
- Odpowiedź na uwagi pewnego oficera (w sprawie «Aperçu»). W., 1818
- Rzut oka na wieszczów Prowancji, zwanych trubadurami. W., 1818
- Sposób na Żydów czyli Środki niezawodne zrobienia z Nich Ludzi uczciwych i dobrych Obywateli : dziełko dedykowane Posłom, i Deputowanym na Seym Warszawski 1818 roku. Wilno, 1818
- Rys życia Zygmunta Vogla // Roczniki TowarzystwaKrólewskiego Warszawskiego Przyjaciół Nauk. 1828. T. 20